# Otokar IV. Štajerski
Otokar IV. (Štajerski) (tudi Otakar IV.) (* 19. avgust 1163 † 8. maj 1192), iz rodbine Traungaucev/Otakarjev, je bil štajerski mejni grof , od leta 1180 dalje pa je kot Otokar I. bil prvi štajerski vojvoda.

## Življenje
Otokar je bil sin štajerskega mejnega grofa Otokarja III.
Za časa njegove vladavine je Štajerska iz mejne grofije, podrejene Bavarski napredovala v neodvisno vojvodino. 
Otokar je leta 1165 z ustanovno listino potrdil ustanovitev Žičke kartuzije , ki jo je okoli leta 1160 ustanovil njegov oče, štajerski mejni grof Otokar III. Štajerski. 
Na smrt bolni Otokar, ki se je na križarskem pohodu okužil z gobavostjo in ni imel potomcev, je leta 1186 s cesarjevim soglasjem  z Leopoldom V., avstrijskim vojvodo in njegovim sinom Frederikom  sklenil pogodbo (potrjeno na državnem zboru 1187), da po Traungaucih podedujejo njihove posesti štajerski Babenberžani.
Pokopan je bil v redovni cerkvi sv. Janeza Krstnika v Žički Kartuziji, v t.i. Otokarjevi kapeli. Po razpustitvi kartuzije so njegove posmrtne ostanke leta 1827 premestili v cistercijanski samostan Rein blizu Gradca.
V cerkvi sv. Areha je otokarjeva marmorna nagrobna plošča, ki jo umetnostni zgodovinarji datirajo v sredino 13. stoletja in je bila iz Žičke kartuzije med leti 1756 in 1848 preseljena v cerkev sv. Areha, kjer je še danes. Zaradi pokojnikovega nekoliko kroni podobnega vojvodskega klobuka na njej so dolgo domnevali, da gre za relief sv. Henrika.